# Christa Wiese
Christa Elisa Bertha Wiese (* 25. Dezember 1967 in Templin) ist eine deutsche Leichtathletin, die – für die DDR startend – in den 1980er Jahren eine erfolgreiche Kugelstoßerin war. Bei den Hallenweltmeisterschaften 1989 gewann sie die Bronzemedaille (18,02 - 17,99 - 17,55 - 18,32 – 19,75 m – 19,48) hinter Claudia Losch und Huang Zhihong.
Ihre Bestweite von 20,50 m hatte sie bei den DDR-Hallenmeisterschaften am 12. Februar 1989 in Senftenberg gestoßen, als sie Heike Hartwig mit einem Zentimeter Rückstand unterlag. Dies war auch Wieses beste Meisterschaftsplatzierung. Ihre Bestleistung im Freien stellte sie mit 20,00 m am 31. Mai 1989 in Schwerin auf.
Christa Wiese gehörte dem SC Neubrandenburg an. Sie hatte ein Wettkampfgewicht von 90 kg bei einer Größe von 1,81 m.